# Andrea Zryd
Andrea Zryd (24 ottobre 1975) è una politica svizzera del Partito Socialista Svizzero (PS). Dal 2023 è membro del Consiglio nazionale per il Canton Berna.

## Biografia
Fu membro del Gran Consiglio del Canton Berna dal 2004 al 2010 e dal 2014 al 2023. Candidatasi alle elezioni federali del 2023 come Consigliera nazionale per il Canton Berna, non venne eletta, risultando la prima dei non eletti con 45 192 voti. Entrò comunque in Consiglio nazionale, subentrando alla collega di partito Flavia Wasserfallen, eletta al Consiglio degli Stati.